# Thyrea pachyphylla
Thyrea pachyphylla är en lavart som först beskrevs av Johannes Müller Argoviensis, och fick sitt nu gällande namn av Henssen. Thyrea pachyphylla ingår i släktet Thyrea och familjen Lichinaceae.   Inga underarter finns listade i Catalogue of Life.